# Danse de Guyane
La Guyane, étant une terre peuplée par de nombreuses communautés, est riche en matière de diversité culturelle. Les populations distinguent deux types de cultures : traditionnelle et moderne.
La culture traditionnelle est un héritage issu des populations précolombienne et coloniale. Ce sont les communautés Amérindienne, Busi Kondé Sama et Créole qui en sont à l'origine. Les danses guyanaises sont ainsi valorisées et célébrées au cours de traditionnels Bals Konvwé, de différents festivals ou journées de commémorations.
Les danses modernes comprennent les rythmes apparus durant la période post-coloniale.

## Danses traditionnelles

### Danses traditionnellescréoles
Parmi les danses traditionnelles créoles guyanaises on distingue deux catégories. Les danses de salon et les danses de travail.

#### Danses de salon
Les danses de salon sont des danses de présentation où la grâce et l'élégance sont mises en valeur. Les femmes portent de longues robes en tissus unis, madras, fleurie, satiné, etc. C'est l'occasion pour elles de montrer leurs plus beaux bijoux. Elles se parent de leurs plus beaux atours, et portent des coiffes (appelées "Lachat") selon des codes bien établis. Les hommes portent des chemises blanches ou en madras, avec des pantalons pincés et de belles chaussures de ville. Ils peuvent aussi porter une veste, un chapeau et un plastron selon l'envie.
Elles se dansent en couple.
- Léròl

Le léròl est une danse issue de la vallée de l'Oyapock, et particulièrement de Saint-Georges et de Ouanary. Bien que de nos jours, les groupes de danses établissent des chorégraphies pour leurs différentes prestations, elle se dansait couple par couple sans cérémonial. On organisait dans le temps des "Swaré Léròl" qui sont un bal dansant au cours duquel ne se danse que le Léròl. Il se termine toujours par un Kasékò final.
Il existe une variante du Léròl appelée Laboulanjèr. C'est une danse précisément chorégraphiée qu'effectuaient les danseurs à l'issue d'une "Swaré Léròl". Selon la légende, elle permettait au boulanger, après avoir enfourné son pain, de connaître le temps de cuisson précis. Une fois la danse terminée, le pain serait prêt à être dégusté.
- Grajé

Le grajé tire ses origines de matrices africaines apportées par les africains venus travailler dans les différentes colonies en tant qu'esclaves et qui, au fil du temps, s'est mélangé et a évolué dans son environnement. Il est ainsi probable que le grajé soit issu d'une hybridation avec des formes de valses (une « valse transformée » selon Michel Lohier, originaire d’Iracoubo, « une valse française mise au goût africain » selon Régine Horth, « une valse ancienne » selon Auxence Contout). Comme chaque danse et chant créole, le grajé s'inscrit dans une histoire dans un contexte socio-historique donné - l'esclavage.
Cette danse est issue du plateau des Savanes qui comprend notamment la commune de Sinnamary, la ville de Kourou et la commune d'Iracoubo. En fonction de la commune, les couples de danseurs évoluent les uns à la suite des autres sur la piste de danse, ou tous ensemble. Dans le premier cas, c'est surtout face à une contrainte d'espace que ce rituel est mis en place. Un unique couple de danseurs évolue dans la salle. Afin de les relayer, les autres danseurs se présentent un à un en demandant par un salut aux personnes en place de les remplacer. On organisait dans des "Swaré Grajé" qui est un bal dansant au cours duquel ne se danse que le Grajé. Il se termine toujours pas un Kasékò final.
Le grajé simple est caractérisé par un style musical lent et majestueux. Les instruments utilisés sont les Tanbouren koupé, foulé et dévidé ou plonbé.
Tandis que du côté de Malmanoury-Sinnamary, le rythme du grajé s'accélère tout au long de la soirée, à Iracoubo, Trou-Poisson, Corossony et Kourou, ce dernier reste identique. De plus, dans le premier secteur, le tambou koupé se tiendra entre les cuisses du joueur assis alors que dans l'autre secteur, il le tiendra d'une main et utilisera l'autre pour le frapper. On peut identifier dans les chants deux types différent :  le premier a un style responsorial, c'est-à-dire que les phrases de la soliste et les réponses du chœur sont courtes ; la deuxième est une forme strophique longue. Les chants sont transmis de façon orale, comme le veut la tradition.
Le grajé peut se danser de différentes façon avec le grajé simple, le grajé roumen et le grajé différé. La forme choisie varie en fonction de la localité (celui de Sinnamary est par exemple différent de celui de Cayenne). Les femmes vont s'habillent avec la tètèche ou la "princesse" mais peuvent aussi porter "la robe longue de jeune Cayennaise, fleurie, la robe à kanmza, réhaussée du jupon blanc, du foulard piqué sur la poitrine, des escarpins ou des ballerines [...] Pour les hommes, un ensemble blanc (veste, pantalon, réhaussé par la cravate et le chapeau de feutre noir)" est préféré.
- Grajé-Vals

Le grajé-vals est une danse apparue dans les villes de Cayenne et Rémire-Montjoly.
- Djouba

Le Djouba (aussi appelé le djouba-djouba) est une danse traditionnelle guyanaise qui viendrait de deux danses traditionnelles de Guyane très connues : le kanmougwé et le grajé En effet, selon Monique Blérald, professeure des universités en littérature française, francophone et comparée, cette danse a été reconstituée par le groupe traditionnelle "Wapa" par le biais de récits d'anciens venant de la commune d'Iracoubo et de Sinnamary. A travers leur travail de conservation, ce groupe permet au djouba de perdurer et de ne pas disparaitre avec la mémoire des personnes âgées. Selon Marie-Françoise Pindard, il s'agit d'une danse  qui est très peu connue du grand public et qui, aujourd'hui, n'est pratiquée que par une minorité de la population, uniquement dans certaines communes.
Le djouba est une danse qui s'effectue en deux temps ; d'abord, par de petits bonds avec les pieds joints, puis par un  balancement sur place
Pour pouvoir maitriser cette danse et être un bon danseur de djouba il faut :
- Un nombre de danseurs : plusieurs couples positionnés face à face sur deux rangées

- Des déplacements: ils se font de l'avant à l'arrière tout en changeant de place
- Des pas: le pas glissé du "grajé", le "ti pa soté", le coup de rein, la rotation, le pas "plonbé"

Généralement, on arbore aussi une tenue vestimentaire spéciale. Les femmes se vêtent de la robe d'intérieur que l'on utilise pour la plupart des danses traditionnelles créole: la robe gòl ou tout simplement gòl. Les hommes, quant à eux, peuvent choisir de s'accorder à leurs partenaires en portant la traditionnelle chemise colorée, à fleurs ou à carreaux avec un pantalon bleu. Selon Monique Blérald, il s'agit d'une danse qui met en valeur le déhanchement.

#### Danses de travail
Les danses de travail sont aussi appelées danses d'abati. L'abati en Guyane désigne les plantations que possédait chaque famille et qui permettaient de cultiver les denrées alimentaires nécessaires à sa survie. Elles permettent de commémorer le travail de la terre. Elles sont réalisées en tenue d'abati. La femme porte des robes courtes en bleu de travail ou en tissu « konvwé ». Le konvwé est un tissu en patchwork, formé de l'assemblage de nombreux morceaux carrés ou rectangulaires d'autres tissus. Les femmes ont les cheveux attachés par un foulard selon une technique appelée « a la patabòl ». Elles portent parfois un « katouri » sur la tête, qui est un chapeau composé de fibre d'arouman. Les hommes ont des tenues en bleu de travail avec parfois un chapeau de paille et une ceinture.
- Labasyou

À l'époque, le labasyou était une danse réservée aux adultes. En effet, le pas principal consiste en un mouvement circulaire du bassin. C'est une danse de séduction et de célébration à l'amour.
- Mayouri

Le mayouri se danse sur le rythme du kanmougé. Il correspond à l'association de plusieurs personnes (famille et amis) afin d'accomplir une tâche plus vite. À ces occasions ses personnes se réunissaient soit pour déboiser un abattis, soit pour couper des arbres afin de construire une pirogue ou un carbet. Et parfois ils se mettaient ensemble pour faire du couac.
Chacune de ces activités ont donné naissance à trois types de danses :
- Le mayouri sabré qui survient en référence au défrichage de l'abattis

- Le mayouri koupé bwa en référence à l'abattage d'arbres
- Le mayouri-kwak[6]

A cette époque tout le travail était effectué au son du tambour et accompagné de chants et de danses. La danse mayouri a gardé toutes ces spécificités en se développant, même si aujourd'hui, elle tend à disparaître. Lorsque les groupes traditionnels exécutent la danse du mayouri, les paroles des chansons indiquent aux danseurs le mouvement qu'ils doivent faire.
Pour chorégraphier le mayouri-kwak, les danseurs se munissent de tous les ustensiles généralement utilisés pour la préparation du couac et imitent les différentes étapes de la fabrication.
Lorsque les groupes interprètent le mayouri sabré les danseurs s'équipent d'une hache et les danseuses d'un sabre ou d'un fourka. Ensemble, ils parodient les mouvements.
Les danseurs et les danseuses portent de manière générale la tenue de travail, qui correspondait à une tenue bleue.
- Kanmougwé

Le kanmougwé est la danse de travail par excellence. En effet, ce rythme caractéristique tire son origine des danses africaines. Elle permettait au population d'obtenir la force et le courage pour la réalisation de travaux pénibles. Elles leur permettait aussi de se coordonner.
Elle était dansée lors de « Mayouri ». Un « Mayouri » est un rassemblement de personnes sur une surface agricole au cours duquel elles uniront leur force afin de déboiser, nettoyer, récolter et planter.
En hommage à cette pratique ancestrale, un dérivé du Kanmougwé appelé le Mayouri est réalisé par les groupes de danse. On distingue :
- Le « Mayouri sabré » qui rappelle l'utilisation des machettes lors de l'arrachage des mauvaises herbes ;
- Le « Mayouri Koupé Bwa » qui simule l'abattage des arbres ;
- Le « Mayouri Kwak » qui est une démonstration de la fabrication du couac. Le couac est un des produits de base de l'alimentation guyanaise à base de farine de manioc.
- Béliya et Ladjanmbèl

Le Béliya et le Ladjanmbèl sont deux danses sœurs. Elles s'effectuent sur le même rythme. Elles simulent l'action de semer et de planter des graines, et la récolte des fruits et légumes.
- Kasékò

Le kasékò est le rythme emblématique et le plus populaire en Guyane. C'est une danse festive qui permet à tous de s'exprimer. Elle se danse seul, en couple ou en groupe. Comme l'indique littéralement le nom "Kasé-Kò" qui signifie "casser le corps", toute expression corporel est permise.
Elle se danse généralement par couple. Le cavalier effectue des "Nika" qui sont des acrobaties destinées à montrer sa souplesse, son agilité et sa masculinité. La cavalière quant à elle effectue des mouvements de va-et-viens afin de séduire son cavalier.
Il existe aussi le kaladja et le djouba qui sont deux danses créoles traditionnelles qui sont en voie de disparition.

### Danses traditionnellesBushinenges
- Awasa

L’awasa est une danse traditionnelle Bushinenguée. Cette danse reflète en partie le mode de structuration et de fonctionnement social de ce peuple. Pour assurer sa transmission, depuis les années 1980, elle est enseignée à l'école et dans certaines associations. Elle est pratiquée lors d'occasions particulières telles les levées de deuils, les fêtes ou lors de manifestations culturelles.
Traditionnellement, l'awasa succède au songé. En effet, au cours des grands évènements comme le booko dei et puu baaka par exemple, la danse awasa est utilisée pour clore le spectacle de danses respectives portant la marque des bushinengués.
Son esthétique abonde de vertu et de style. La musique qui l'accompagne résulte de plusieurs éléments : le son de trois tambours spécifiques (le gaan doon, le pikin doon et le tun), les bruissements des "kaway" portés par les danseurs, la voix des chanteurs, parfois les frappements rythmés  des mains peuvent pour  venir renforcer l'ambiance
Le déroulement d'une danse awasa se déroule de la manière suivante : premièrement, un chant responsorial débute le spectacle. La chanteuse principale lance une question, les danseuses répondent en suivant la même tonalité que celle initiée. Ensuite, pour faire suite à ce premier dialogue, les danseurs et tambourinaires initient un second dialogue non verbal. En effet, entre ces derniers, la communication passe par des gestes et des sons codés, ce qui nécessite un surplus d'attention de la part des danseurs afin d'illustrer efficacement le discours du tambour parleur encore appelé "tambour-maître".
La danse awasa reste une exaltation de la beauté gestuelle des danseuses et danseurs ; le corps devient une puissance capable de transmettre tous les mots indicibles. Guidé par les battements musicaux et les sonnailles des kaway, le corps reste en mouvement tout au long de la chorégraphie : la concision de ceux-ci se remarquent par l'équilibre et la force des pieds bien assis au sol.
A l'instar de la danse songé, l'awasa reste une excellente danse pour les soirées conviviales chez les brushingués; elle peut apporter également de la gaieté et du bien-être en temps d'épreuves (mort, accident, catastrophe, etc.).
- Songhé
- Aléké
- Sèkètie

### Danses traditionnellesAmérindiennes
- Sanpula
- Kalawachi
- Malaka

## Autres danses de Guyane

### Danse carnavalesque
- Mazurka

La mazurka est une danse traditionnelle originaire de Pologne, très rythmée, à trois temps, de tempo vif et dont les accents se déplacent sur les temps faibles. Elle connut une grande vogue dans les salons européens au XIXe siècle et passa rapidement dans le répertoire populaire et des danses de société.
- Valse

- Polka

- Quadrille

- Quadrille créole

La quadrille créole est une danse traditionnelle de France d'outre-mer et de celles que l'on regroupe parfois sous le nom de « vieilles colonies ». Il s'agit en fait d'une sorte de quadrille influencé par la musique africaine.
- Valse créole

- Piké djouk

Le Piké djouk est une version créole de la Mazurka.

### Danses populaire
La biguine vient de Martinique.
Le débòt et le moulala sont deux danses traditionnelles originaires de Sainte-Aroie

## Groupes de danses traditionnelles

### Groupes de danses traditionnelles créole
Aujourd’hui, les danses sont perpétuées et sauvegardées par le biais d'associations. Elle effectue des représentations lors d'événements tels que les konvwé, les fêtes municipales et communales, les journées de commémoration et différents festivals. Elles réalisent des voyages à travers le monde afin de montrer cette richesse. Ces groupes contiennent généralement un noyau de base formé de plusieurs membres d'une même famille.
Les groupes traditionnels créoles sont :
- Acajou
- Arada
- Akadémi Tanbou
- Amaryllis
- Amazon' Tanbou (depuis 2003)
- Balizyé
- Balourou (depuis 1977)
- Bayara
- Buisons ardents (depuis 1940)
- Châtaigne (depuis 2001)
- Club Tanbou Matiti
- Corissony Avenir
- Dahlia (depuis 1966)
- Flanman (depuis 2016)
- Gabi Edmé
- Génipa (depuis 1966)
- Immortels de Sinnamary (depuis 1988)
- Katrépis
- Kalawang (depuis 1994)
- Karwabo
- Katoury
- Kaw ak
- Kounannan Grézilia
- Les Lauriers Roses (depuis 1959)
- Les Ansyens de Kourou (depuis 1983)
- Les Jasmins du Maroni
- Les Musandas (depuis 1996)
- Les Sapotilles (depuis 1975)
- Mélopé
- Plézi Tanbou (depuis 2016)
- Pomme D'Amour (depuis 2012)
- Rekawgui
- Reste Du Monde
- Rougaes
- San Pié
- Silo & Cie
- Tanbou Lévé (depuis 2005)
- Tchò Kontré (depuis 1996)
- Tchò Pagra (depuis 2008)
- Tchò Péyi
- Wapa (depuis 1980)

### Groupes de danses traditionnelles Bushinenges
- Ouest Réussite
- Toe Lobie

### Groupes de danses traditionnelles amérindiennes
- Ayawandé
- Kouyouri
- Washiba Tokoro
- Yukulim